# 재규어 XF
재규어 XF(Jaguar XF)는 영국의 대표적인 자동차 제조업체인 재규어의 준대형 세단이다.

## 1세대

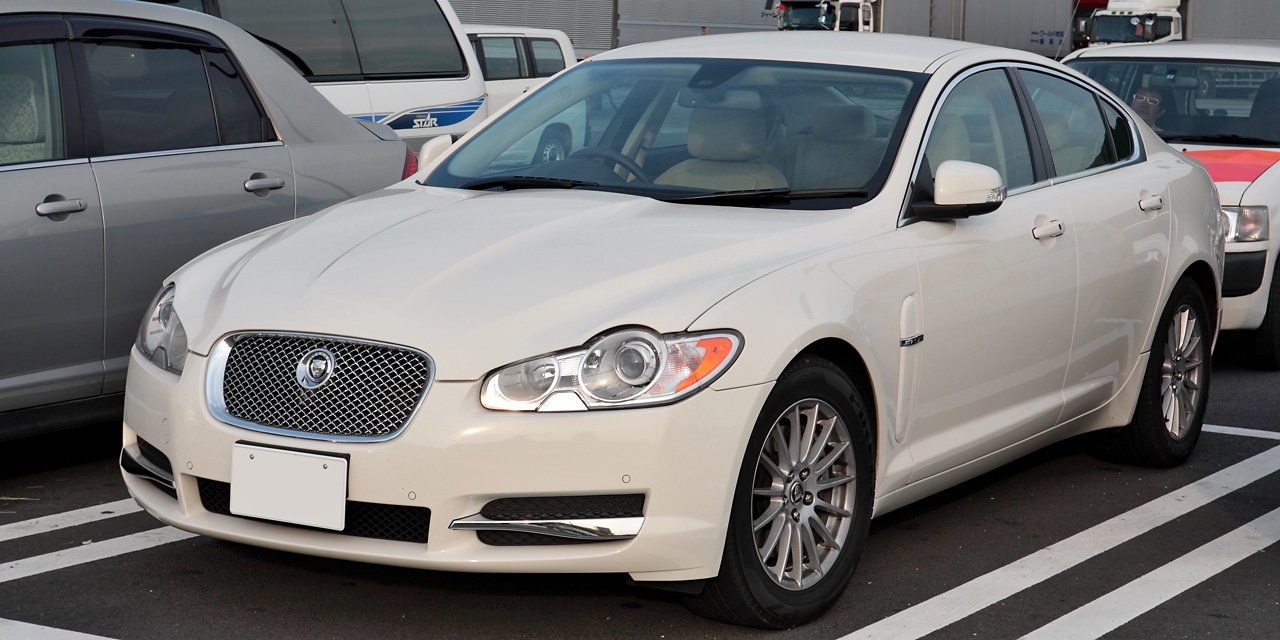
재규어 XF(전기형) 정측면

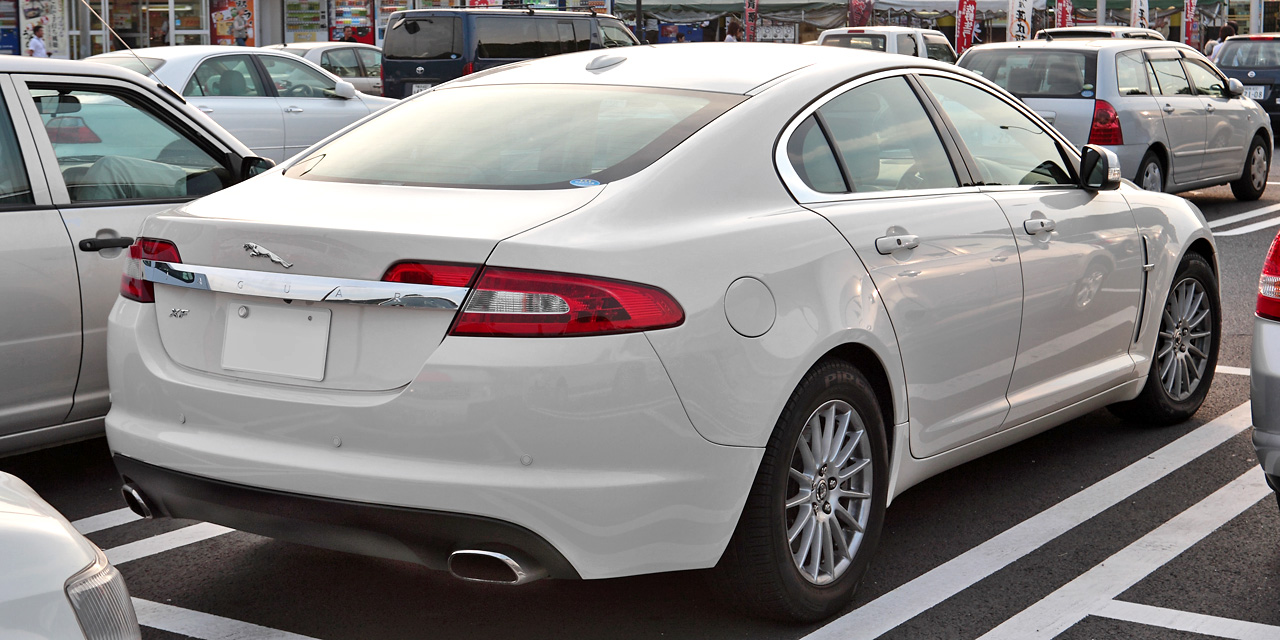
재규어 XF(전기형) 후측면

2007년에 개최된 프랑크푸르트 모터쇼에서 선보였다. S-타입의 후속 차종으로, 대한민국에서는 2008년 5월부터 판매에 들어갔다. 2007년에 열린 북미 국제 오토쇼에서 발표된 컨셉트 카 C-XF를 기반으로 한 XF는 쿠페와 같은 날렵한 스타일을 보여 고풍스러운 느낌을 줬던 기존의 재규어 차종들과는 다른 시대를 앞서는 디자인으로 바뀌었다. 그리고, XF를 시작으로 재규어 및 랜드 로버에서 나오는 차종들은 돌림식 스위치형 자동변속기 레버를 장착하기 시작하였다. XF의 출시와 더불어 XF 한 단계 위의 플래그십 차종인 XJ도 클래식한 디자인을 완전히 버렸다. 바디는 스틸을 사용했으나 본넷와 서스펜션 암 등에는 알루미늄을 사용했다. 재규어의 대량 생산 차로서는 최고의 공기 저항 계수(Cd)인 0.29를 기록했다. 2011년에 개최된 뉴욕 모터쇼에서 페이스 리프트 차종이 공개되었다. 헤드램프와 라디에이터 그릴, 범퍼, 후드, 시트, 계기판 등이 바뀌었다. 그리고, 스테이션 왜건형이 추가되었으며, X-타입 스테이션 왜건 이후 재규어에서 스테이션 왜건을 선보였다. 대한민국에서 수입 승용차로는 최초로 굿 디자인상을 2008년에 받았다. 대한민국에서는 240마력 V6 3.0L 디젤 엔진의 인기가 많다. 엔진 라인업도 다양해서 디젤 엔진은 S-타입에 달렸던 푸조제 207마력 V6 2.7L 디젤 엔진을 이용했으나 이후 V6 3.0L 엔진으로 교체됐다. 또한 200마력 직렬 4기통 2.2L 디젤 엔진도 추가되었다. 가솔린 엔진은 385마력 V8 5.0L 가솔린 직접 분사 엔진에서 다운사이징을 통해 340마력 V6 3.0L 슈퍼차저 가솔린 엔진으로 바꿨고, 직렬 4기통 240마력 2.0L 가솔린 터보 엔진이 추가되었다. V6 3.0L 슈퍼차저 가솔린 엔진 장착 트림에는 4륜구동(AWD)도 추가되었다. ZF제 자동변속기도 6단에서 중간에 8단으로의 변경이 있었다.

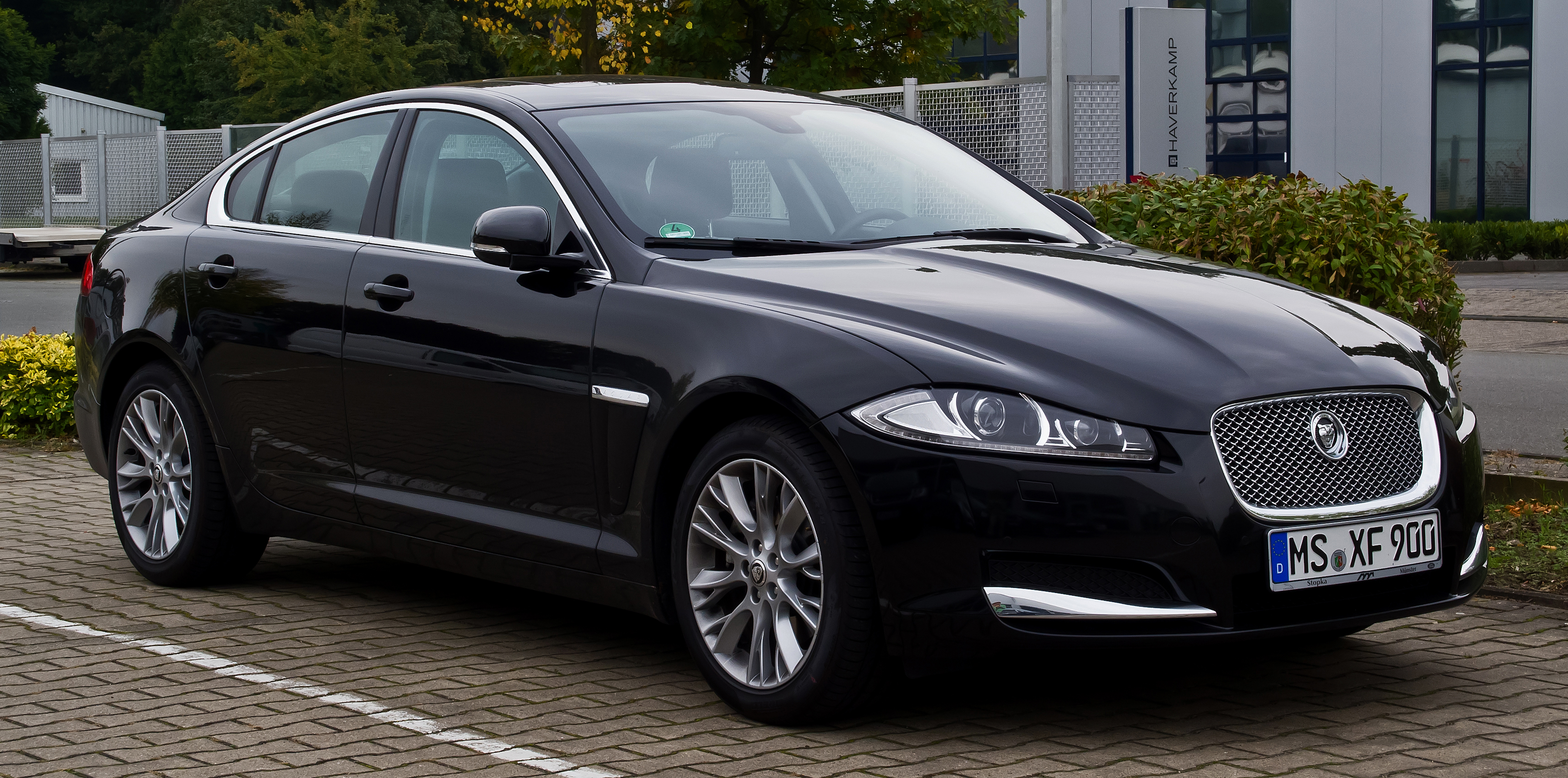
재규어 XF(후기형) 정측면
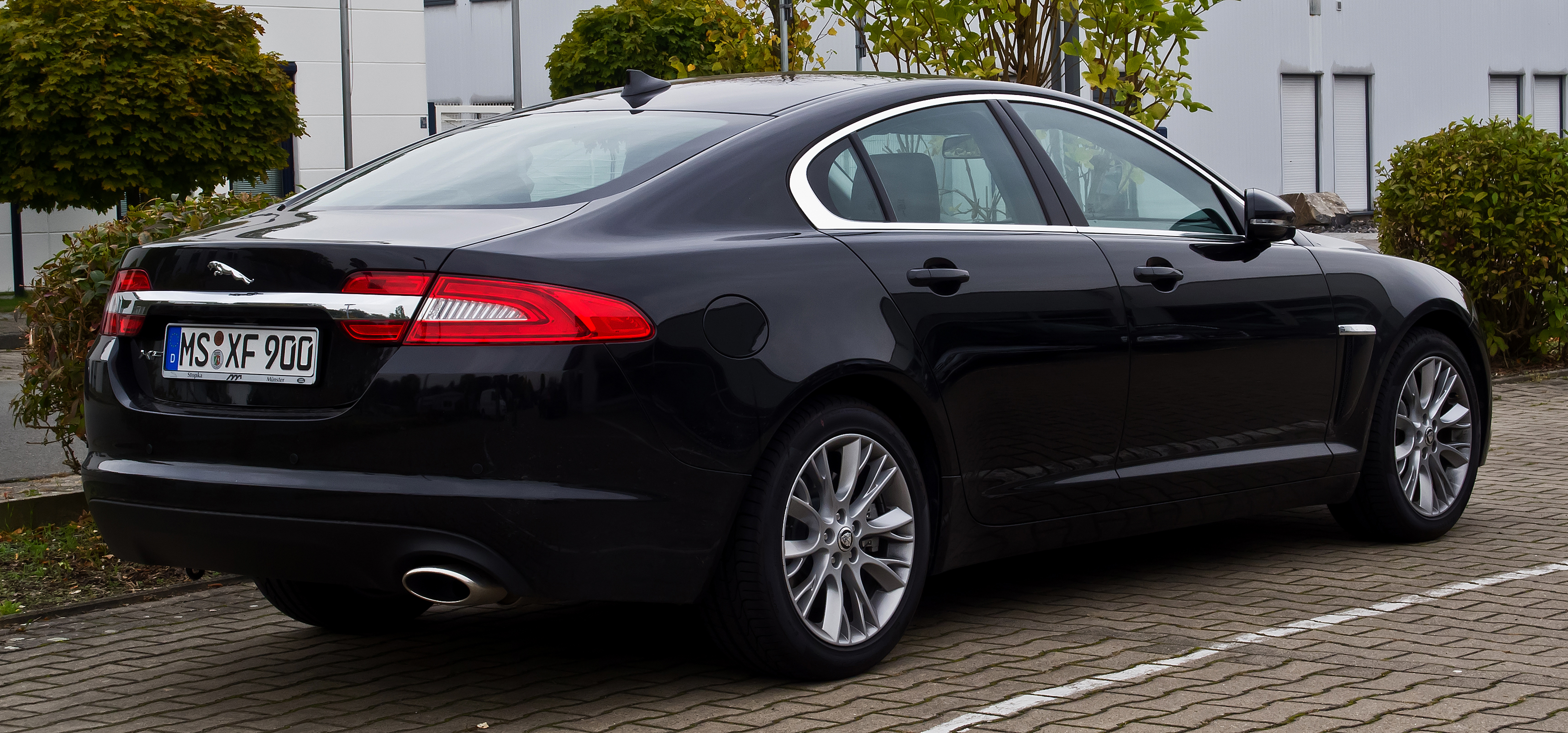
재규어 XF(후기형) 후측면
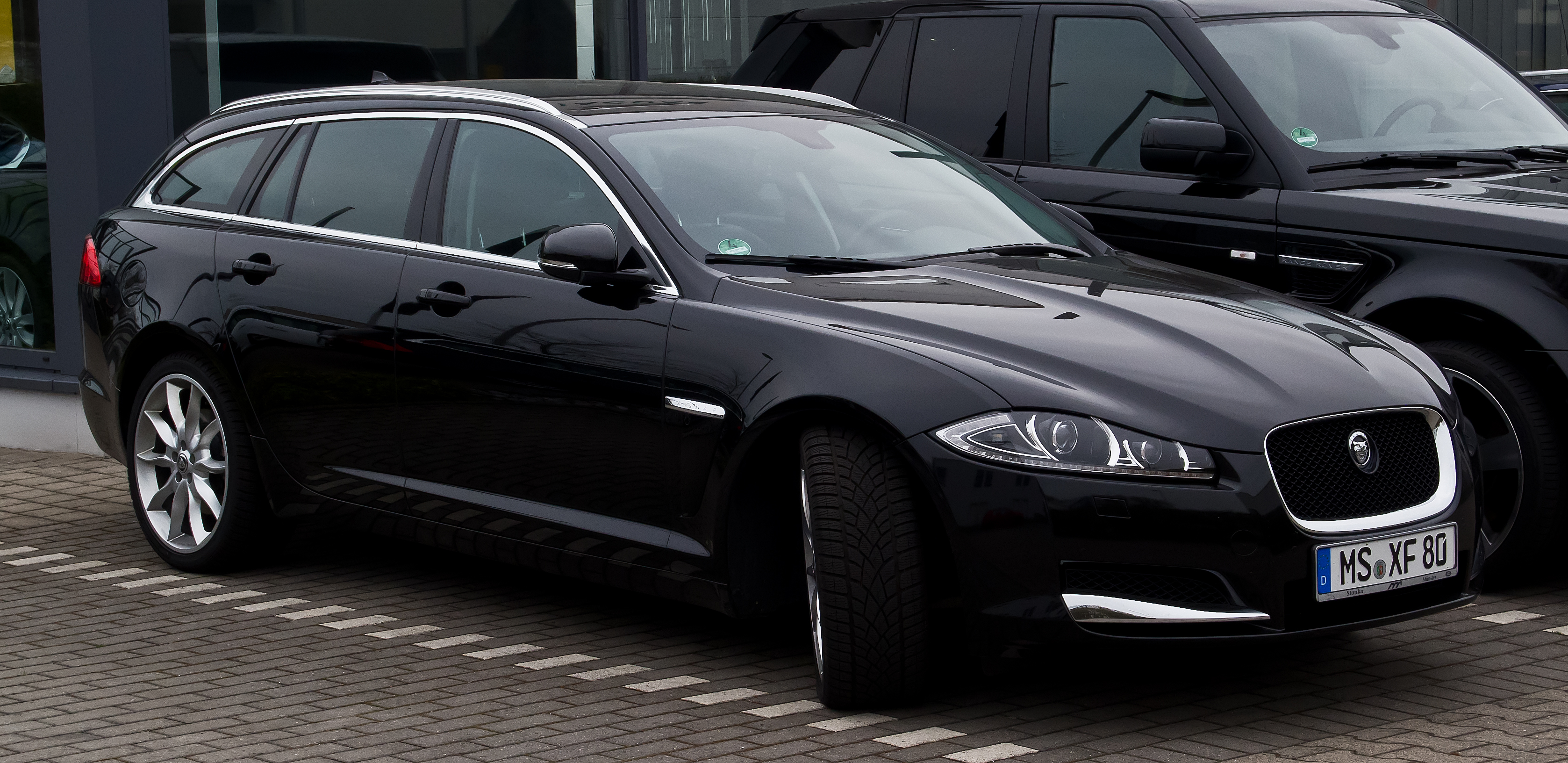
재규어 XF 스포트 브레이크(후기형) 정측면
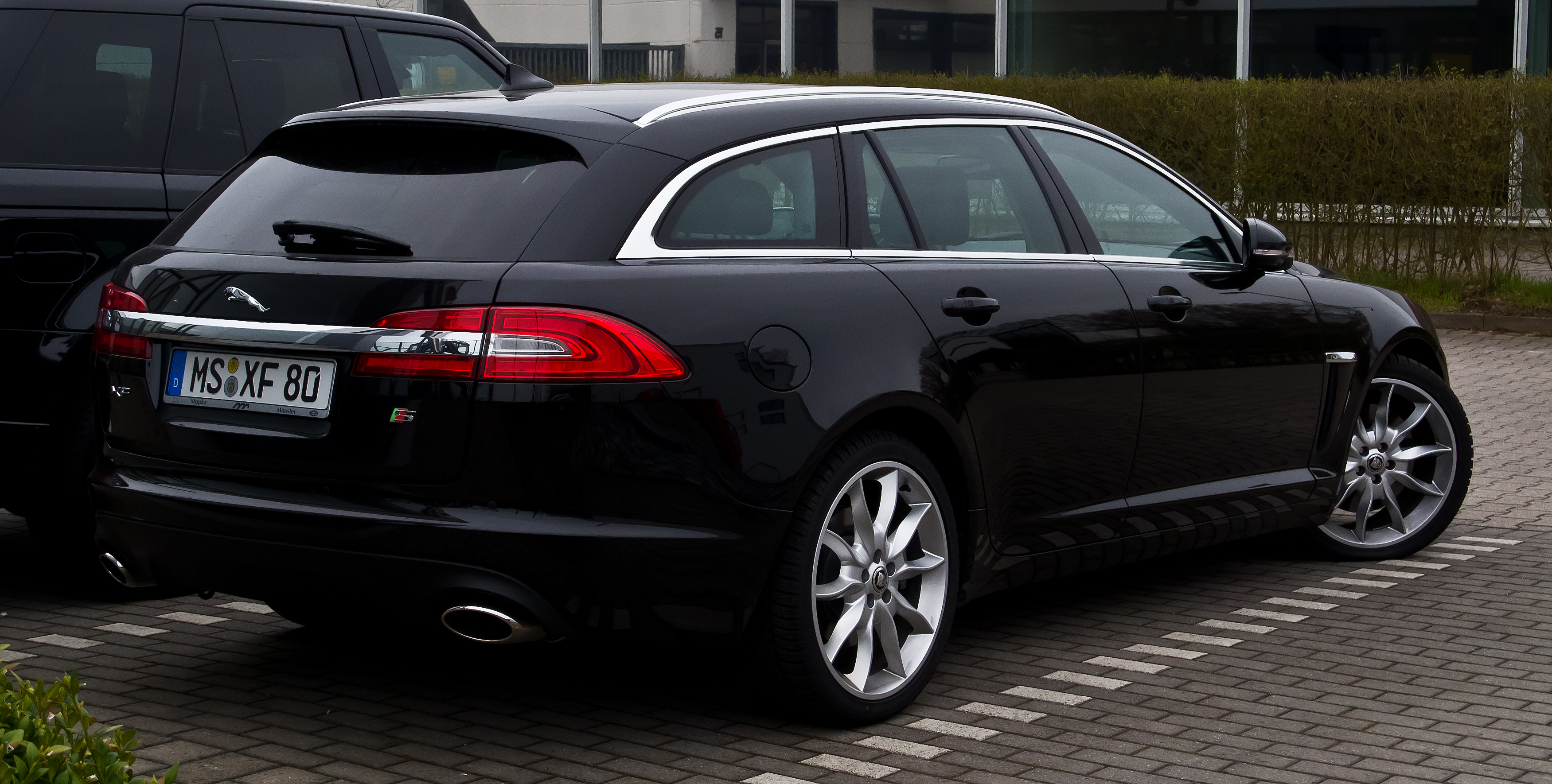
재규어 XF 스포트 브레이크(후기형) 후측면

## XF-R

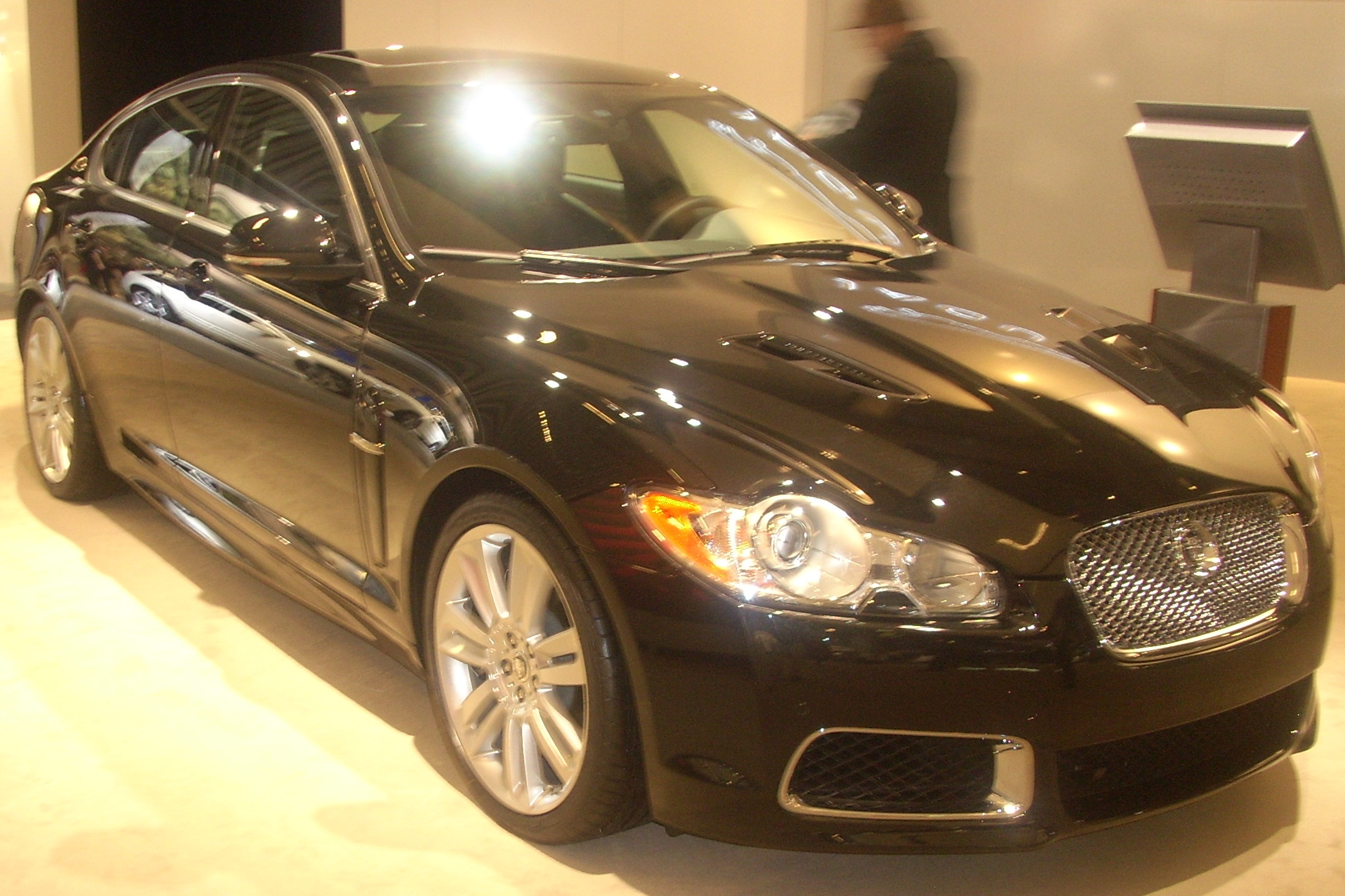
재규어 XF-R(전기형) 정측면

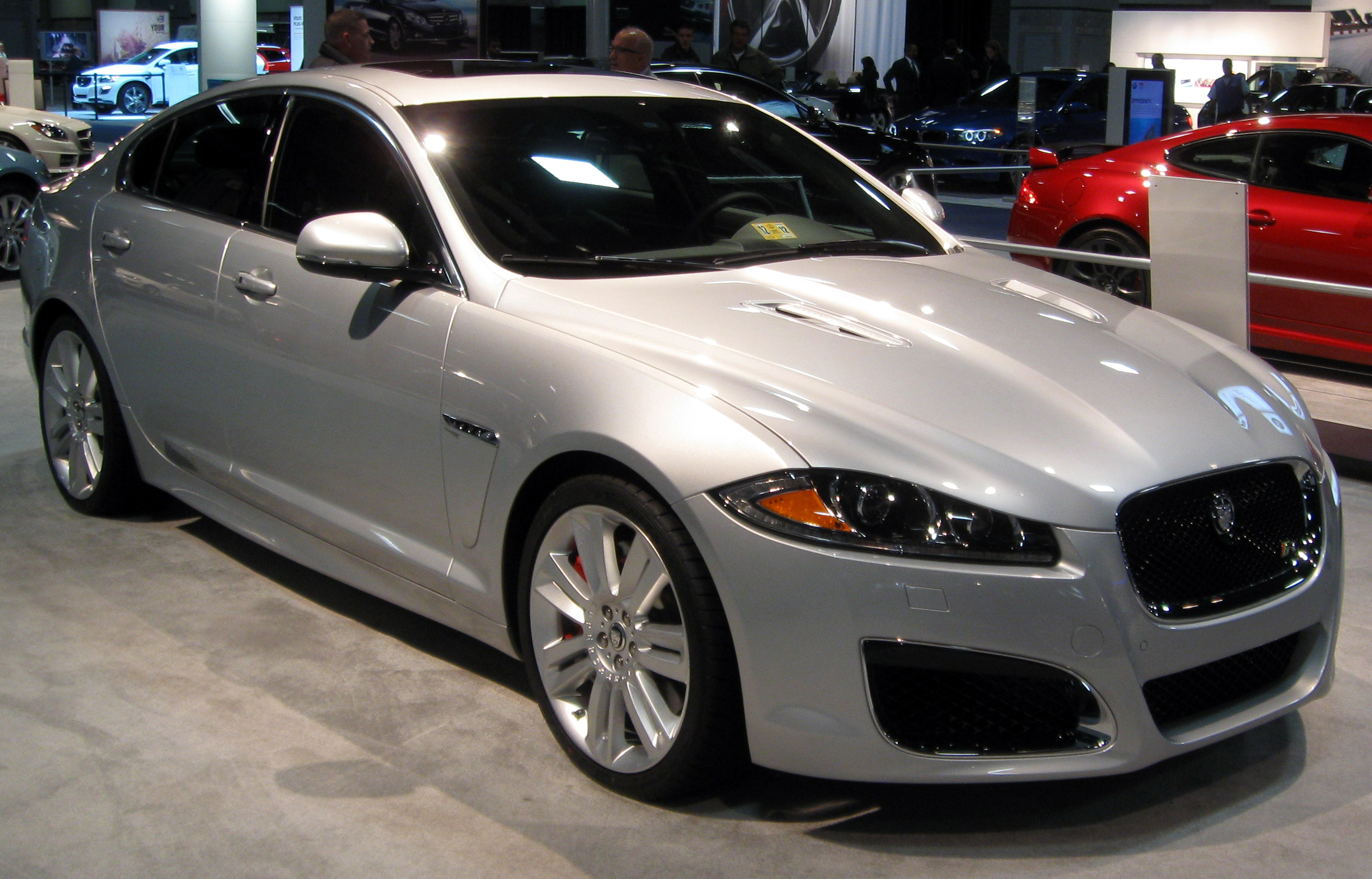
재규어 XF-R(후기형) 정측면

XF의 고성능 차종인 XF-R은 V8 5.0L 슈퍼차저 엔진을 탑재해 최고 출력 510마력을 낸다. 퀵 시프트 기술이 적용된 8단 자동변속기는 자동 모드에서 변속기가 가속 및 제동, 코너링에서 원심력, 가속 및 제동 페달 작동 여부, 도로 하중, 킥다운 요청 등의 상황을 자동으로 파악해 최적의 성능을 발휘한다. 수동 모드와 스포츠 모드에서 기어 변속시 엔진 관리 시스템이 개입해 정확한 시점에서 변속이 가능하며, 특히 코너 진입시에는 코너 인식 센서를 통해 기어를 고정시키는 기능도 있다. 서스펜션의 수평 방향 강성을 30% 이상 높여 조향 능력을 향상시켰다. 2013년 10월에는 XF-R보다 더 성능이 높아진 550마력 V8 5.0L 슈퍼차저 엔진이 장착된 XF-RS가 대한민국에 선보였다. XF-RS는 XF 중 유일하게 최고 속도 300km/h를 자랑한다. 대한민국 기준 복합 연비는 둘 다 7.2km/L(5등급)이다.

## 2세대

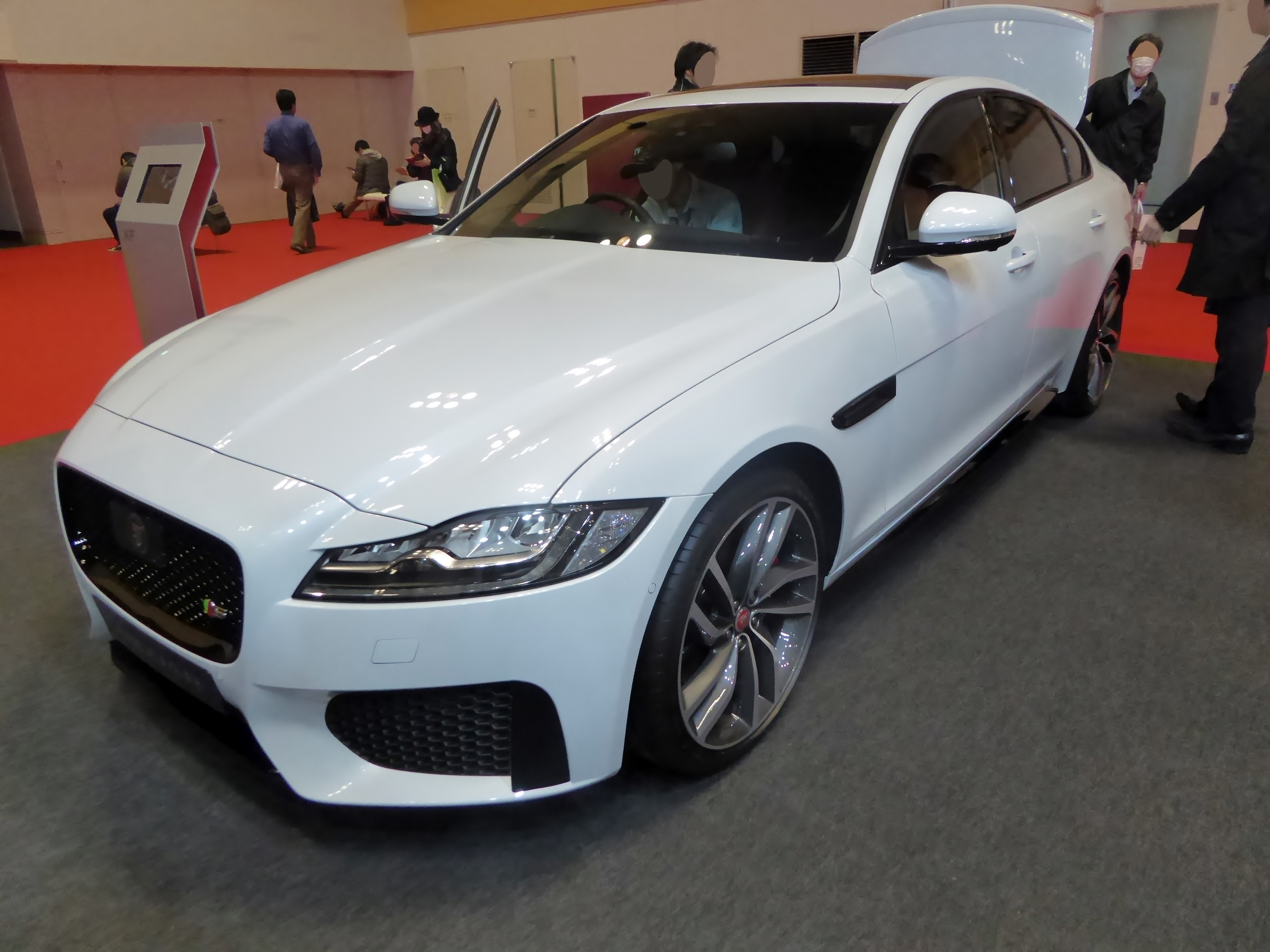
재규어 XF(정측면)

2015년에 공개되어 2016년부터 국내에 판매되기 시작했다. 포드의 플랫폼을 이용한 1세대와는 달리 2세대는 XE와 F-페이스에 적용되는 플랫폼을 공용하며, 알루미늄 소재를 대폭 써서 경량화되었다.

## 경쟁 차량
- 기아 - 기아 K7
- 벤츠 - 메르세데스-벤츠 E 클래스
- BMW - BMW 5 시리즈
- 아우디 - 아우디 A6
- 제네시스 - 제네시스 G80
- 렉서스 - 렉서스 GS, 렉서스 ES
- 혼다 - 혼다 레전드
- 캐딜락 - 캐딜락 CTS, 캐딜락 XTS
- 볼보 - 볼보 S90
- 인피니티 - 인피니티 Q70
- 링컨 - 링컨 MKZ